# Paul Day
Paul Mario Day (London, Engleska, 19. travnja 1956. – Newcastle, Australija, 29. srpnja 2025.) bio je britanski heavy metal-glazbenik, originalni pjevač heavy metal-sastava Iron Maiden u razdoblju od 1975. do 1976. godine.

## Vanjske poveznice
- Službena Web stranica  Arhivirana inačica izvorne stranice od 29. srpnja 2009. (Wayback Machine)